# Jerzy Rudnicki (bokser)
Jerzy Rudnicki (ur. 1954) – polski bokser amatorski, dwukrotny brązowy medalista mistrzostw Polski (1975, 1977) oraz brązowy medalista turnieju im. Feliksa Stamma (1978).

## Kariera amatorska
Pierwszy sukces na amatorskich ringach osiągnął w wieku siedemnastu lat, zostając wicemistrzem Polski juniorów w kategorii piórkowej.
W 1972 roku brał udział w mistrzostwach Polski seniorów, startując w kategorii lekkiej. W 1/8 finału pokonał go Jan Wadas. W swoim drugim starcie na mistrzostwach Polski w roku 1975, Rudnicki zdobył brązowy medal w kategorii lekkopółśredniej. W półfinałowej walce przegrał z Zygmuntem Pacuszką.
Brązowy medal mistrzostw Polski zdobył również w roku 1977, przegrywając w półfinale z Kazimierzem Szczerbą.
W 1978 roku doszedł do półfinału turnieju im. Feliksa Stamma. Przegrał jednak w nim z Bogdanem Gajdą.